# François de Rouxel de Médavy
François de Rouxel de Médavy (Médavy, 8 agosto 1604 – Grancey-le-Château-Neuvelle, 29 gennaio 1691) è stato un arcivescovo cattolico francese.

## Biografia
Figlio di Pierre, barone Médavy e conte di Grancey-le-Château, e di Charlotte Fervaques, è stato nominato abate di Cormeilles, appena tredicenne, nel 1617, ed abate di Saint-André-de-Gouffern a La Hoguette nel 1636.
Nominato vescovo di Séez nel 1651, stesso anno in cui il fratello maggiore Jacques Rouxel divenne maresciallo di Francia, fu consacrato dal vescovo Charles-Jacques de Gelas de Léberon il 21 maggio dell'anno successivo. Nel 1653 ha finito di costruire a Pontoise il seminario, iniziato nel 1650 da Pierre Pavy, e ha fondato l'ospedale.
All'età di 67 anni, nel 1671, è stato nominato arcivescovo di Rouen: durante il suo episcopato ha fondato i la congregazione dei Benedettini del Santissimo Sacramento ed il Seminario Minore diocesano.
Negli ultimi due anni della sua vita, a causa dell'aggravarsi delle sue condizioni di salute, si è ritirato nel castello di famiglia a Grancey-le-Châteu ed ha affidato l'arcidiocesi al suo coadiutore Jacques-Nicolas de Colbert.

## Genealogia episcopale e successione apostolica
La genealogia episcopale è:
- Vescovo Jean I de Fossé
- Vescovo Charles-Jacques de Gelas de Léberon
- Arcivescovo François de Rouxel de Médavy

La successione apostolica è:
- Arcivescovo Jacques-Nicolas de Colbert (1680)

## Stemma
| Image | Stemma |
| ----- | --- |
| \| \| | François de Rouxel de Médavy Barone, conte e Arcivescovo di Rouen D'argento, le zampe, i becchi e le creste di tre galli cremisi. |
|       | |